# Hanácký župní přebor 1992/1993
V soubojích 2. ročníku Hanáckého župního přeboru 1992/93 (jedna ze skupin 5. fotbalové ligy) se utkalo 14 týmů každý s každým dvoukolovým systémem podzim–jaro. Tento ročník začal v srpnu 1992 a skončil v květnu 1993.
Jednalo se o poslední ročník v rámci Československa, sestupovalo jen jedno mužstvo. Od sezony 1993/94 (1. v rámci samostatné ČR) se počet účastníků rozrostl na 16.

## Nové týmy v sezoně 1992/93
- Z Divize D 1991/92 ani Divize E 1991/92 nesestoupilo do Hanáckého župního přeboru žádné mužstvo.
- Ze skupin I. A třídy Hanácké župy 1991/92 postoupila mužstva TJ Jiskra Rýmařov (vítěz skupiny A) a TJ Spartak Lipník nad Bečvou (vítěz skupiny B).[2]

## Konečná tabulka
Zdroj: 
| Poř. | Tým                              | Z  | V  | R  | P  | VG | OG | B  |
| ---- | -------------------------------- | -- | -- | -- | -- | -- | -- | -- |
| 1.   | VTJ Hranice                      | 26 | 21 | 5  | 0  | 76 | 27 | 47 |
| 2.   | FK ARTEP Město Albrechtice       | 26 | 17 | 6  | 3  | 42 | 37 | 40 |
| 3.   | TJ Tatran Moravičany             | 26 | 7  | 12 | 7  | 31 | 27 | 26 |
| 4.   | SK Bělkovice-Lašťany             | 26 | 10 | 6  | 10 | 47 | 46 | 26 |
| 5.   | TJ Agrostroj Prostějov           | 26 | 9  | 6  | 11 | 40 | 38 | 24 |
| 6.   | AFK Chropyně                     | 26 | 9  | 6  | 11 | 41 | 52 | 24 |
| 7.   | TJ Lokomotiva-Pramet Šumperk     | 26 | 7  | 9  | 10 | 40 | 44 | 23 |
| 8.   | TJ Zábřeh                        | 26 | 9  | 5  | 12 | 35 | 44 | 23 |
| 9.   | TJ Olomouc-Holice                | 26 | 7  | 9  | 10 | 34 | 45 | 23 |
| 10.  | FK Hlubočky                      | 26 | 8  | 6  | 12 | 41 | 45 | 22 |
| 11.  | TJ Jeseník                       | 26 | 8  | 6  | 12 | 34 | 39 | 22 |
| 12.  | FK Mohelnice                     | 26 | 6  | 10 | 10 | 45 | 52 | 22 |
| 13.  | 1. FK Lipník nad Bečvou 1935 (N) | 26 | 8  | 5  | 13 | 29 | 41 | 21 |
| 14.  | TJ Jiskra Rýmařov (N)            | 26 | 7  | 7  | 12 | 36 | 54 | 21 |

Poznámky:
- Z = Odehrané zápasy; V = Vítězství; R = Remízy; P = Prohry; VG = Vstřelené góly; OG = Obdržené góly; B = Body; (S) = Mužstvo sestoupivší z vyšší soutěže; (N) = Mužstvo postoupivší z nižší soutěže (nováček)

|  | Postup do Divize E 1993/94                        |
|  | Sestup do I. A třídy Hanácké župy – sk. B 1993/94 |